# Mardy Collins
Maurice Rodney "Mardy" Collins (ur. 4 sierpnia 1984 w Filadelfii) – amerykański koszykarz, obrońca, aktualnie zawodnik SIG Strasburg.
Uczęszczał do szkoły średniej Simon Gratz w Filadelfii, tej samej, w której występowali również późniejsi zawodnicy NBA – Aaron McKie oraz Rasheed Wallace.

## Osiągnięcia
Stan na 9 listopada 2018, na podstawie, o ile nie zaznaczono inaczej.
NCAA
- Zaliczany do:
  - I składu:
    - konferencji Atlantic 10(2005–2006)
    - defensywnego konferencji Atlantic 10 (2005–2006)
    - turnieju konferencji Atlantic 10 (2006)
    - debiutantów Atlantic 10 (2003)
    - All-Philadelphia Big 5 (2005–2006)

  - składu All-America Honorable Mention (przez AP – 2006)
  - II składu All-Philadelphia Big 5 (2004)

Drużynowe
- Wicemistrz: 
  - Eurocup (2018)
  - Polski (2015)
  - D-League (2012)[4]
  - ligi greckiej (2014)[4]
- Zdobywca:
  - pucharu Rosji (2018)
  - Superpucharu Polski (2014)[5]
- 4. miejsce podczas mistrzostw Rosji/VTB (2017)
- Uczestnik rozgrywek Euroligi (2013/14, 2014/15)

Indywidualne
- Zaliczony do:
  - I składu:
    - Eurocup (2016, 2017)[6][7]
    - Tauron Basket Ligi według dziennikarzy (2015)[8]
- Powołany do udziału w meczu gwiazd VTB (2018)[9]
- Uczestnik meczu gwiazd francuskiej ligi LNB Pro A (2018)

Reprezentacja
- Uczestnik mistrzostw świata U–21 (2005 – 5. miejsce)[10]